# Samoreau
Samoreau är en kommun i departementet Seine-et-Marne i regionen Île-de-France i norra Frankrike. Kommunen ligger i kantonen Fontainebleau som tillhör arrondissementet Fontainebleau. År 2022 hade Samoreau 2 409 invånare.

## Befolkningsutveckling
Antalet invånare i kommunen Samoreau
| Referens: INSEE |